# La provinciale a lezione di sesso
La provinciale a lezione di sesso è un film del 1980 diretto da Bruno Mattei (accreditato con lo pseudonimo di Gilbert Roussel).

## Trama
Karine Rossi si lascia alle spalle il suo paese, abbandonando la sua famiglia e gli studi in università, andando a trovare suo cugino Armand nella grande città, ma conosce tutti i tipi sessuali ed è pronta per nuove avventure erotiche.